# XXII dinastia egizia
Per quanto concerne le fonti inerenti alla XXII dinastia egizia queste sono estremamente scarse al punto che non conosciamo con sicurezza neppure il numero
esatto di sovrani che la composero. L'elenco trasmessoci da Sesto Africano riporta:

9 re di Bubasti ma tramanda solamente tre nomi.

| prenomen                 | nomen             | Sesto Africano | altri nomi   | Anni di regno       |
| Hedjkheperra-setepenra   | Sheshonq-meriamon | Sesonchis      | Sheshonq I   | 945 a.C. - 924 a.C. |
| Sekhemkheperra-setepenra | Osorkon-meriamon  | Osorthon       | Osorkon I    | 924 a.C. - 890 a.C. |
| Hekakheperra             |                   | [ 1 ]          | Sheshonq II  | 890 a.C. - 889 a.C. |
| Usermaatra               | Takelot           | Tachelotis (?) | Takelot I    | 889 a.C. - 872 a.C. |
| Usermaatra-setepenamon   | Osorkon-meriamon  |                | Osorkon II   | 872 a.C. - 850 a.C. |
| Hedjkheperra-setepenra   | Takelot-meriamon  | Tachelotis (?) | Takelot II   | 850 a.C. - 825 a.C. |
| Usermaatra-setepenamon   | Sheshonq-meriamon |                | Sheshonq III | 825 a.C. - 787 a.C. |
| Hedjkheperra-setepenra   | Sheshonq-meriamon |                | Sheshonq IV  | 787 a.C. - 775 a.C. |
| Usermaatra-setepenamon   | Pami (Pemu)       |                | Pimay        | 775 a.C. - 769 a.C. |
| Aakheperra               | Sheshonq          |                | Sheshonq V   | 769 a.C. - 732 a.C. |
| Aakheperra-setepenamon   | Osorkon-meriamon  |                | Osorkon IV   | 732 a.C. - 712 a.C. |

Nota: tutte le date sono da ritenersi indicative ed affette da un errore di ± 30 anni